# Antoine Durin
Antoine Durin est un homme politique français né le 5 octobre 1759 à Montluçon (Allier) et mort le 21 octobre 1807 à Moulins (Allier).
Juge à Decize, il est député de la Nièvre de 1791 à 1792. Il est ensuite président du tribunal criminel de l'Allier, le 25 germinal an VII.

## Sources
- « Antoine Durin », dans Adolphe Robert et Gaston Cougny, Dictionnaire des parlementaires français, Edgar Bourloton, 1889-1891 [détail de l’édition]